# جوآن جردن
جوآن جردن (متولد ۵ سپتامبر ۱۹۲۰ - درگذشته ۲۹ ژوئیه ۲۰۰۹) بازیگر آمریکایی و مدل تبلیغاتی تلویزیون بود.

## فیلم‌شناسی
- ۱۹۵۱: تیم راکت (سریال تلویزیونی)
- ۱۹۵۱: دو بلیط به برادوی - شوگرل (نامشخص)
- ۱۹۵۱: همسران بیش از حد (کوتاه)
- ۱۹۵۲: علاءالدین و چراغش - دختر حرمسرا (نامشخص نشده)
- ۱۹۵۲: لیدیا بیلی - بانوی در انتظار (نامگذاری نشده)
- ۱۹۵۲: صدا خاموش - Showgirl (نامشخص نشده)
- ۱۹۵۳: غرش جمعیت - منشی (نامشخص)
- 1953: Dragnet (سریال تلویزیونی)
- 1953: The Farmer Takes a Wife - Boatwife (نامگذاری نشده)
- ۱۹۵۳–۱۹۵۵: مارگی کوچک من (سریال تلویزیونی) - خانم هنسی
- ۱۹۵۴: نمایش جورج برنز و گریسی آلن (سریال تلویزیونی) - فران
- 1954: Loophole - Georgia Hoard
- ۱۹۵۴: خانه بازی پپسی کولا (سریال تلویزیونی)
- 1954: نمایش میکی رونی (سریال تلویزیونی) - جولی
- 1954: Rocky Jones, Space Ranger (سریال تلویزیونی) - The Vonsoom
- 1954 Four Star Playhouse (سریال تلویزیونی) - مولی
- 1954: I Led 3 Lives (سریال تلویزیونی) - مارتا
- ۱۹۵۵: کارآگاه شهر (سریال تلویزیونی) - نانسی
- 1955: I Cover the Underworld[۴] - Joan Marlowe
- ۱۹۵۵: پسر سندباد - غنیا (نامبرده نشده)
- 1955: The Shrike - Miss Cardell (نامگذاری نشده)
- 1955: Commando Cody: Sky Marshal of the Universe (سریال تلویزیونی) - ملکه مرکوری
- 1956: The Bottom of the Bottle - Emily
- ۱۹۵۶: نوشته شده بر روی باد - سبزه
- ۱۹۵۷: خلبان جت - گروهبان WAC (نامگذاری نشده) (نقش فیلم آخر)